# Tafedna
Tafedna  (in arabo تافضنا‎?) è un centro abitato e comune rurale del Marocco situato nella provincia di Essaouira, regione di Marrakech-Safi. Conta una popolazione di 5 617 abitanti (censimento 2014).